# Ahmad Farhad
Ahmed Farhad Shah és un poeta i periodista urdú pakistanès (caixmir). Ha estat associat amb diverses organitzacions de mitjans com Bol News. Farhad és conegut per les seves fortes crítiques a l'establishment. Sovint va informar sobre les recents protestes antigovernamentals a Azad Caixmir. La nit del 14 de maig de 2024 va desaparèixer misteriosament de casa seva a Islamabad. La seva desaparició va provocar una preocupació generalitzada, que va provocar procediments judicials i crits internacionals
La nit del 14 de maig de 2024, Farhad va desaparèixer de casa seva a Islamabad. La seva família va veure que se'l portaven. El fiscal general del Pakistan, Mansoor Usman Awan, va informar dimecres al Tribunal Superior d'Islamabad sobre el parador del poeta caixmir desaparegut Ahmed Farhad. El poeta "va aparèixer" sota custòdia policial a Azad Jammu i Caixmir. Va ser posat en llibertat sota fiança el 14 de juny, però els càrrecs i la investigació contra ell continuen i continua sota investigació.
Després de la seva desaparició, la família de Farhad va presentar una petició al Tribunal Superior d'Islamabad (IHC), sol·licitant que fos presentat al jutjat. L'IHC va ordenar al govern que produís Farhad abans del 24 de maig de 2024 i va dir que si Farhad no era produït dins el termini estipulat, el tribunal podria convocar el primer ministre i els membres del seu gabinet.
Farhad pertany originalment al districte de Bagh d'Azad Caixmir. La seva dona Syeda Urooj Zainab, coneguda com Ain Naqvi, va alçar la veu sobre la seva desaparició i les suposades amenaces.